# Teucholabis (Teucholabis) vacuata
Teucholabis (Teucholabis) vacuata is een tweevleugelige uit de familie steltmuggen (Limoniidae). De soort komt voor in het Neotropisch gebied.